# Nights from the Alhambra
Nights from the Alhambra – album koncertowy kanadyjskiej wykonawczyni muzyki folkowej i celtyckiej Loreeny McKennitt wydany w 2007 roku, nakładem Quinland Road.
Nagranie pochodzi z koncertu zarejestrowanego na terenie historycznej Alhambry we wrześniu 2006 roku, na miesiąc przed premierą długo wyczekiwanego albumu "An Ancient Muse".

## Spis utworów i wydanie
W nawiasach podano tytuły albumów, z których pochodzi dany utwór:
CD 1
1. "The Mystic's Dream" (The Mask and Mirror)
2. "She Moved Through the Fair" (Elemental)
3. "Stolen Child" (Elemental)
4. "The Mummer's Dance" (The Book of Secrets)
5. "Penelope's Song" (An Ancient Muse)
6. "Marco Polo" (The Book of Secrets)
7. "The Bonny Swans" (The Mask and Mirror)
8. "Dante’s Prayer" (The Book of Secrets)
9. "Caravanserai" (An Ancient Muse)

CD 2
1. "Bonny Portmore" (The Visit)
2. "Santiago" (The Mask and Mirror)
3. "Raglan Road" (An Ancient Muse – unreleased track)
4. "All Souls Night" (The Visit)
5. "The Lady of Shalott" (The Visit)
6. "The Old Ways" (The Visit)
7. "Never-Ending Road (Amhrán Duit)" (An Ancient Muse)
8. "Huron `Beltane` Fire Dance" (Parallel Dreams)
9. "Cymbeline" (The Visit)

- Do zestawu dołączona jest płyta DVD z zapisem całości koncertu (w którym zarejestrowane są także wypowiedzi McKennitt między utworami). Płytę DVD można również nabyć jako osobne wydawnictwo (w klasycznym opakowaniu)[2].